# Alonso Briceño (obispo)
Alonso Juan de Arévalo Briceño y Arias de Córdoba (Santiago de Chile, 1587-Trujillo, 15 de noviembre de 1668) fue un teólogo y obispo franciscano criollo, seguidor de la escuela de Juan Duns Escoto. Es considerado el primer filósofo nacido en América.

## Biografía
Hijo de padres españoles, Alonso Briceño de Arévalo y Mansilla y de Jerónima Arias de la Peña y Córdoba, en 1605 vistió el hábito franciscano en el convento de San Francisco de Lima (Perú), perteneciente a la Provincia de los Doce Apóstoles, y al año siguiente hizo la profesión religiosa. Terminados los estudios y ordenado sacerdote, le encargaron la cátedra de filosofía. Ejerció varios oficios en su Provincia y en la Orden.
Enviado a Roma para asuntos relacionados con la causa de beatificación de Francisco Solano, se reveló como un gran conocedor de la doctrina de Escoto. El 14 de noviembre de 1644 fue presentado para la sede episcopal de Nicaragua, fue consagrado en la ciudad de Panamá en 1645, de manos del obispo Hernando de Ramírez y Sánchez, y tomó posesión de su diócesis en 1646. Fue trasladado a la provincia de Venezuela en 1659, pero no llegó a tomar posesión de la  diócesis de Caracas.
Juan David Garcia Bacca subraya la modernidad de Escoto, al comentar a Briseño: “Recordemos que el caudal de la Filosofía Medieval que pasa y aun parte de Escoto y su escuela, es el que tras más o menos vueltas y meandros, ha llegado y aun dirigido, la Filosofía Moderna. Escoto influye poderosamente en el Cardenal dominico Cayetano; decisivamente en Suárez; Suárez en Descartes y, por este, en Spinoza, Leibniz, Kant… y estamos en nuestros días”.
Murió en Trujillo de Venezuela el 15 de noviembre de 1668.

## Obras
En 1638 publicó en Madrid el primer volumen de su obra Celebriores controversias in primum Sentenciarum Scoti; el segundo volumen lo publicó también en Madrid en 1642; el tercero lo tenía listo, pero no llegó a publicarse. En el primer volumen de su obra insertó una apología de la vida y doctrina del «doctor sutil», y un sumario de la santidad y doctrina del beato Amadeo y de otros discípulos o seguidores de Escoto.